# Gustav Troger
Gustav Troger (né en 1951 à Kohlschwarz) est un peintre et sculpteur autrichien.

## Biographie

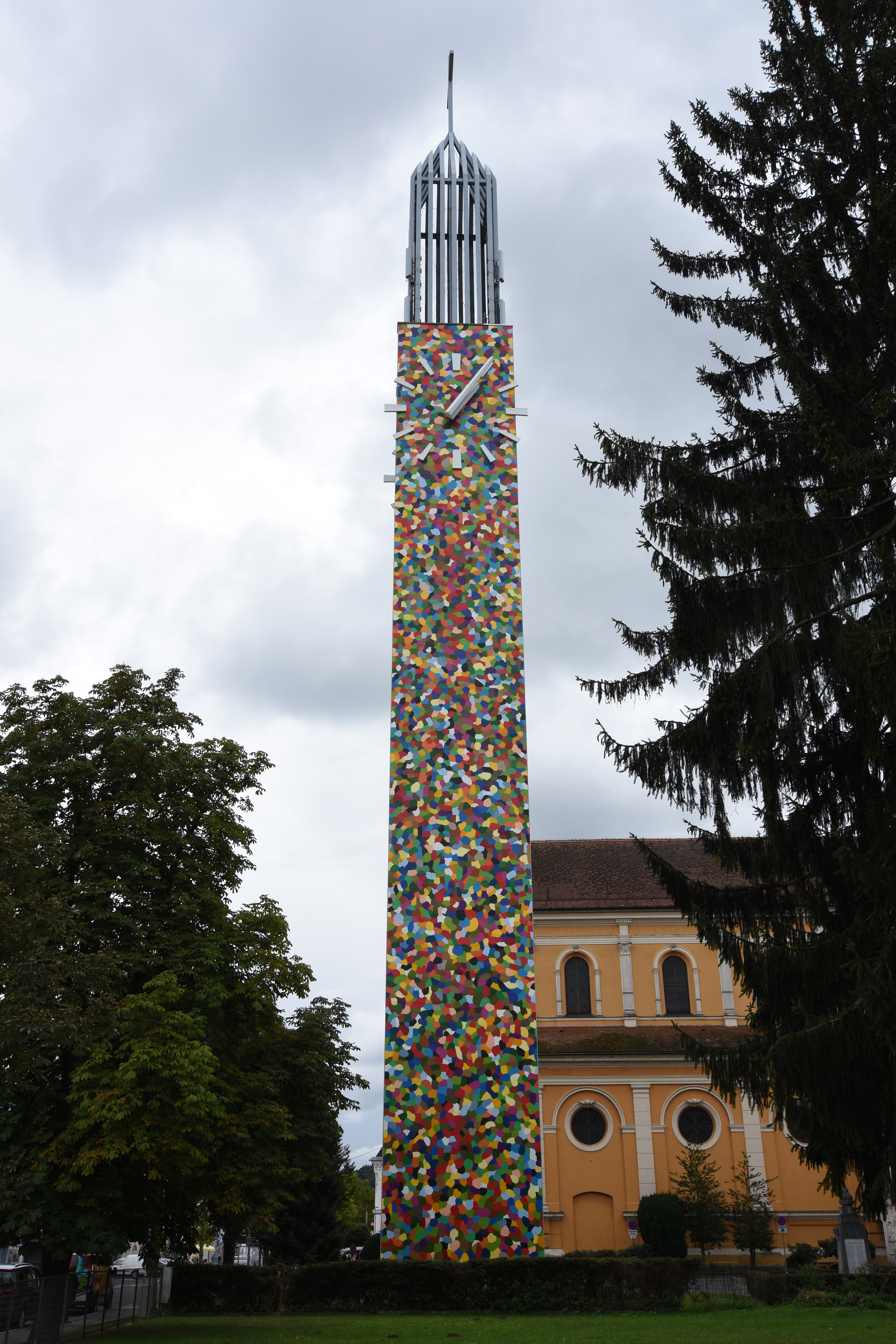
Clocher de l'église Saint-Léonard de Feldbach.

Gustav Troger prend les pseudonymes Clarence Anglin en 1991, en 1994 Dr. Watson et Antonin Nalpas, en 1995 Troger Human Service et en 2008 The Collector et Mirrorman.
Troger vit depuis 1998 entre Graz et Los Angeles.